# Nevada State Route 267
Nevada State Route 267 (ook SR 267 of Scotty's Castle Road) is een 34 kilometer lange state route  in de Amerikaanse staat Nevada, die van Scotty's Junction naar de grens met Californië loopt. De state route loopt door Nye County en door Esmeralda County. State Route 267 begint bij U.S. Route 95 en gaat langs de spookstad Bonnie Claire naar de grens tussen Nevada en Californië, waar het Death Valley National Park begint en de weg verdergaat onder de naam Scotty's Castle Road. Gemiddeld rijden er dagelijks naar schatting 50 voertuigen over State Route 267 (2013).
De destijds onverharde weg verscheen voor het eerst op de kaart als state route in 1942 met het nummer 72. De weg was in 1952 verhard. In 1976 werd de nummering van de wegen in Nevada veranderd, waardoor de state route zijn huidige nummer, 267, kreeg.